# 小行星2872
小行星2872（2872 Gentelec）是一颗绕太阳运转的小行星，为主小行星带小行星。该小行星于1981年9月5日发现。
該小行星以位於美國麻薩諸塞州沃爾瑟姆的GTE研究實驗室命名。

## 轨道参数
小行星2872的轨道半长轴为2.7438626 UA，离心率为0.118。